# Irmtraud Morgner
Irmtraud Elfriede Morgner (Chemnitz, 22 de agosto de 1933-Berlín, 6 de mayo de 1990) fue una escritora alemana.

## Vida
Fue hija de un maquinista. Después de superar el Abitur en Chemnitz en 1952, estudió germanística y ciencia de la literatura en la Universidad de Leipzig entre 1952 y 1956.  Desde 1956 hasta 1958 fue colaboradora en la redacción de la revista neue deutsche literatur. Desde 1958 vivió como escritora independiente en Berlín.
Después de algunas obras encuadradas dentro del realismo socialista, en el año 1968 consiguió el éxito con la novela Hochzeit in Konstantinopel, donde consigue hacer una mezcla entre lo fantástico y la realidad cotidiana desde una perspectiva feminista, que se convirtió en su seña de identidad. Posteriormente publicó las novelas Leben und Abenteuer der Trobadora Beatriz y Amanda, que tuvieron una gran acogida entre las lectores de la República Democrática Alemana y de la República Federal Alemana. En la década de 1980 tuvo la oportunidad de viajar a otras naciones occidentales, como Estados Unidos o Suiza, donde dio unas conferencias en la Universidad de Zúrich.
Fue miembro de la junta directiva de la Deutscher Schriftstellerverband. Entre 1972 y 1977 estuvo casada con el escritor Paul Wiens, que era colaborador informal de la Stasi, y proporcionó informes sobre ella.

## Premios

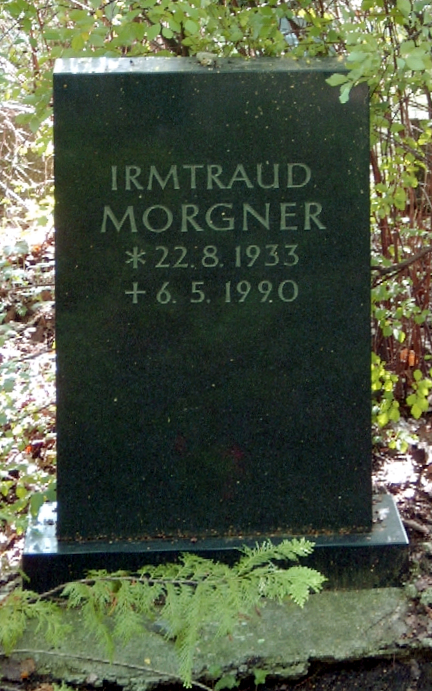
Tumba de Irmtraud Morgner en el Zentralfriedhof Friedrichsfelde de Berlín.

- 1975: Premio Heinrich Mann[4]
- 1977: Nationalpreis der DDR
- 1985: Premio Roswitha
- 1989: Kasseler Literaturpreis

## Obra
- Das Signal steht auf Fahrt (1959)
- Ein Haus am Rand der Stadt (1962)
- Hochzeit in Konstantinopel (1968)
- Gauklerlegende (1970)
- Die wundersamen Reisen Gustavs des Weltfahrers (1972)
- Leben und Abenteuer der Trobadora Beatriz nach Zeugnissen ihrer Spielfrau Laura (1974)
- Geschlechtertausch (1980, junto a Sarah Kirsch y Christa Wolf)
- Amanda. Ein Hexenroman (1983)
- Die Hexe im Landhaus (1984)
- Der Schöne und das Tier. Eine Liebesgeschichte (1991)
- Rumba auf einen Herbst (1992)
- Das heroische Testament (1998)
- Erzählungen (2006) (Momentos estelares)